# Droeshout
Droeshout (plaatselijke uitspraak: Droesaat) is een dorp in de Belgische gemeente Opwijk.
Het dorp is bekend om zijn legende van Jeanne de Kruidenvrouw en Rosse Kwaa, die als heks werden terechtgesteld. 
Droeshout is een zelfstandige parochie, gewijd aan Sint-Jozef, toch gaat heden de pastoor van Opwijk de vieringen voor. Droeshout wordt doorkruist door de N211 (Steenweg op Vilvoorde). Het dorp had tot 1995 ook zijn eigen spoorweghalte, namelijk Station Droeshout op de spoorlijn Brussel-Dendermonde (gesloten op 28 mei 1995). Die halte lag eigenlijk niet in Droeshout maar in het Opwijkse gehucht 'Klei'.
Het dorp kent een eigen verenigingsleven met onder meer een jeugdbeweging, toneelvereniging en een oud-strijdersbond.

## Bezienswaardigheden
- De Sint-Rochuskapel
- De Sint-Jozefskerk

## Nabijgelegen kernen
Mazenzele, Nijverseel, Opwijk, Merchtem